# Campter goniophora
Campter goniophora is een vlinder uit de familie van de spinneruilen (Erebidae). De wetenschappelijke naam van deze soort werd voor het eerst voorgesteld als Eilema goniophora door George Francis Hampson in een publicatie uit 1900.
Deze soort komt voor in Zuid-Afrika.